# Hielo II
El hielo II es una forma cristalina romboédrica del hielo con una estructura altamente ordenada. Se forma a partir del hielo Ih mediante su compresión a una temperatura de 198 K en 300 MPa de presión o por la descompresión del hielo V. Cuando se calienta se transforma en hielo III. El hielo de agua normal es conocido como hielo Ihhielo Ih,  (según la nomenclatura Bridgman).  Distintos tiposde hielo, del hielo II al hielo XIX, han sido creados en el laboratorios en presiones y temperaturas diferentes. Se cree que los núcleos algunas lunas heladas, como Ganímedes, pueden estar hechos de hielo II.[cita requerida]

## Historia
Las propiedades del hielo II fueron descritas y registradas por primera vez por Gustav Heinrich Johann Apollon Tammann en 1900 durante sus experimentos con hielo bajo altas presiones y bajas temperaturas. Habiendo producido hielo III, Tammann entonces probó condensar el hielo a una temperatura entre -70 °C y -80 °C (203,2K y 193,2K) bajo 200 MPa (1973,8 atm) de presión. Tammann notó que en este estado el hielo II era más denso que el hielo III respecto a sus observaciones previas. Él también halló que ambos tipos de hielo pueden ser mantenidos a presión atmosférica en una condición estable siempre y cuando la temperatura sea mantenida a la del aire líquido, el cual retrasa el regreso a la conformación del hielo Ih.
En experimentos posteriores por Bridgman en 1912, éste mostró que la diferencia de volumen entre el hielo II y el III estaba en el rango de los 0,0001 m3/kg. Esta diferencia no había sido descubierta por Tammann debido a la pequeña diferencia y debido a eso no pudo determinar la curva de equilibrio entre ambos. La curva mostró que el cambio estructural entre el hielo III y el II sucedería con mayor probabilidad si el medio hubiese estado previamente en la conformación estructural del hielo II. Aun así, si una muestra de hielo III que nunca hubiese estado en el hielo II estado fuese obtenida, podría ser super congelada incluso debajo de los −70 °C sin transformarse en hielo II. Inversamente, cualquier super calentamiento de hielo II no fue posible reteniendo la misma forma. Bridgman encontró que la curva de equilibrio entre hielo II y hielo IV era prácticamente la misma que con el hielo III, teniendo las mismas propiedades de estabilidad y pequeñas diferencias de volumen. La curva entre hielo II y hielo V es extremadamente diferente, con la burbuja de la curva siendo esencialmente una línea recta y la diferencia de volumen siendo casi siempre unos 5,45 x 10-5m3/kg.